# Bradano
Bradano – rzeka w południowych Włoszech, przepływająca przez regiony Basilicata i Apulia. Rzeka ma 114 km długości i wpada do Zatoki Tarenckiej.